# Morton Scott
Morton William Scott (* 17. Januar 1912 in Alameda, Kalifornien; † 15. April 1992 in Santa Barbara, Kalifornien) war ein US-amerikanischer Musikdirektor. Er war vor allem in den 1940er Jahren bei zahlreichen Filmproduktionen als Musikdirektor im Einsatz. Von Juli 1943 bis zu seinem Tod im April 1992 war er mit der vor allem in den 1930er und 1940er Jahren aktiven Schauspielerin Gwen Kenyon verheiratet.

## Leben und Karriere
Morton Scott wurde am 17. Januar 1912 in der Stadt Alameda am Ufer der Bucht von San Francisco im US-Bundesstaat Kalifornien geboren. Nachdem er unter anderem die Stanford University besucht hatte und diese auch erfolgreich abgeschlossen hatte, war er vor allem für seine Zusammenarbeit mit der Independent-Film-Produktionsgesellschaft Republic Pictures bekannt. Zwischen den Jahren 1942 und 1950 soll er dabei laut der Internet Movie Database, kurz IMDb, in insgesamt 127 verschiedenen Produktionen als Musikdirektor mitgewirkt und dabei zahlreiche Werke komponiert haben. Im Juli 1943 heiratete er in der Shatto Chapel der First Congregational Church of Los Angeles vor rund 150 geladenen Gästen die damalige Schauspielerin Gwen Kenyon, wobei deren Schwester Thelma als Kenyons Trauzeugin fungierte. Seine Flitterwochen verbrachte das Paar in Santa Barbara und lebte zusammen in Studio City. Kurz nach der Heirat beendete Gwen Kenyon im Jahre 1945 auch ihre Schauspielkarriere. Am 1. Februar 1946 kam das einzige gemeinsame Kind der beiden, der Sohn Gayle Scott Kenyon, zur Welt. Morton Scott wurde im Laufe seiner Karriere zweimal für einen Oscar nominiert; beide Male bei der Oscarverleihung 1946.
Zum einen erhielt er zusammen mit seinem langjährigen Partner R. Dale Butts eine Nominierung für die Musik des Films San Francisco Lilly, zum anderen wurde er alleine für die Musik von Hitchhike to Happiness für den begehrten Filmpreis nominiert. Weder der erstgenannte Film von Regisseur Joseph Kane mit John Wayne und Ann Dvorak in der Besetzung, noch der zweitgenannte Film von Regisseur Joseph Santley und Schauspielern wie Al Pearce, Dale Evans, Stanley Brown oder William Frawley erhielt in weiterer Folge einen Oscar. Nachdem er vor allem bis Ende der 1940er Jahre an einer Vielzahl von Filmen, dabei beinahe ausschließlich an B-Movie-Western, beteiligt war und in mindestens drei Filmen auch in Statistenrollen zu sehen war, zog er sich in den Jahren danach weitgehend aus dem Filmgeschäft zurück. Am 15. April 1992 verstarb Scott 80-jährig in Santa Barbara, Kalifornien. Seine Ehefrau, mit der er bis zu seinem Tod mehr als 48 Jahre lang verheiratet war, überlebte ihn um siebeneinhalb Jahre und verstarb am 18. Oktober 1999 in Montecito, Kalifornien.

## Filmografie (Auswahl)
- 1942: Das Herz des goldenen Westens (Heart of the Golden West)
- 1944: Rosie the Riveter
- 1945: San Francisco Lilly (Flame of Barbary Coast)
- 1946: Der Bandit von Sacramento (In Old Sacramento)
- 1946: Schüsse auf der Ranch (My Pal Trigger)
- 1947: Die Dame und der Cowboy (Saddle Pals)
- 1948: Der Rächer von Los Angeles (Old Los Angeles)
- 1948: Die Plünderer von Nevada (The Plunderers)
- 1948: Die rauhen Reiter der furchtlosen Legion (The Gallant Legion)
- 1949: Der blonde Tiger (Too Late for Tears)
- 1949: Kopfpreis 5000 Dollar (Hellfire)

## Nominierungen
- 1946: Oscar in der Kategorie „Beste Filmmusik (Drama/Komödie)“ (zusammen mit R. Dale Butts) für San Francisco Lilly
- 1946: Oscar in der Kategorie „Beste Filmmusik (Musical)“ für Hitchhike to Happiness